# Mediorhynchus cambellensis
Mediorhynchus cambellensis är en hakmaskart som beskrevs av Soota, Srivastava, Glosh 1969. Mediorhynchus cambellensis ingår i släktet Mediorhynchus och familjen Giganthorhynchidae. Inga underarter finns listade i Catalogue of Life.